# Amphoe Sai Yok
Amphoe Sai Yok (Thai: อำเภอไทรโยค) ist ein Landkreis (Amphoe – Verwaltungs-Distrikt) in der Provinz Kanchanaburi. Die Provinz Kanchanaburi liegt im äußersten Westen der Zentralregion von Thailand.

## Geographie
Der Landkreis liegt im Tal des Flusses Kwae Noi („kleiner Kwae“). Am Fluss entlang führt die so genannte Todeseisenbahn („Death Railway“) bis zur Station Nam Tok („Wasserfall“).
Benachbarte Bezirke (von Norden im Uhrzeigersinn): die Amphoe Thong Pha Phum, Si Sawat und Mueang Kanchanaburi der Provinz Kanchanaburi  und jenseits der Grenze zu Myanmar die Tanintharyi-Division.

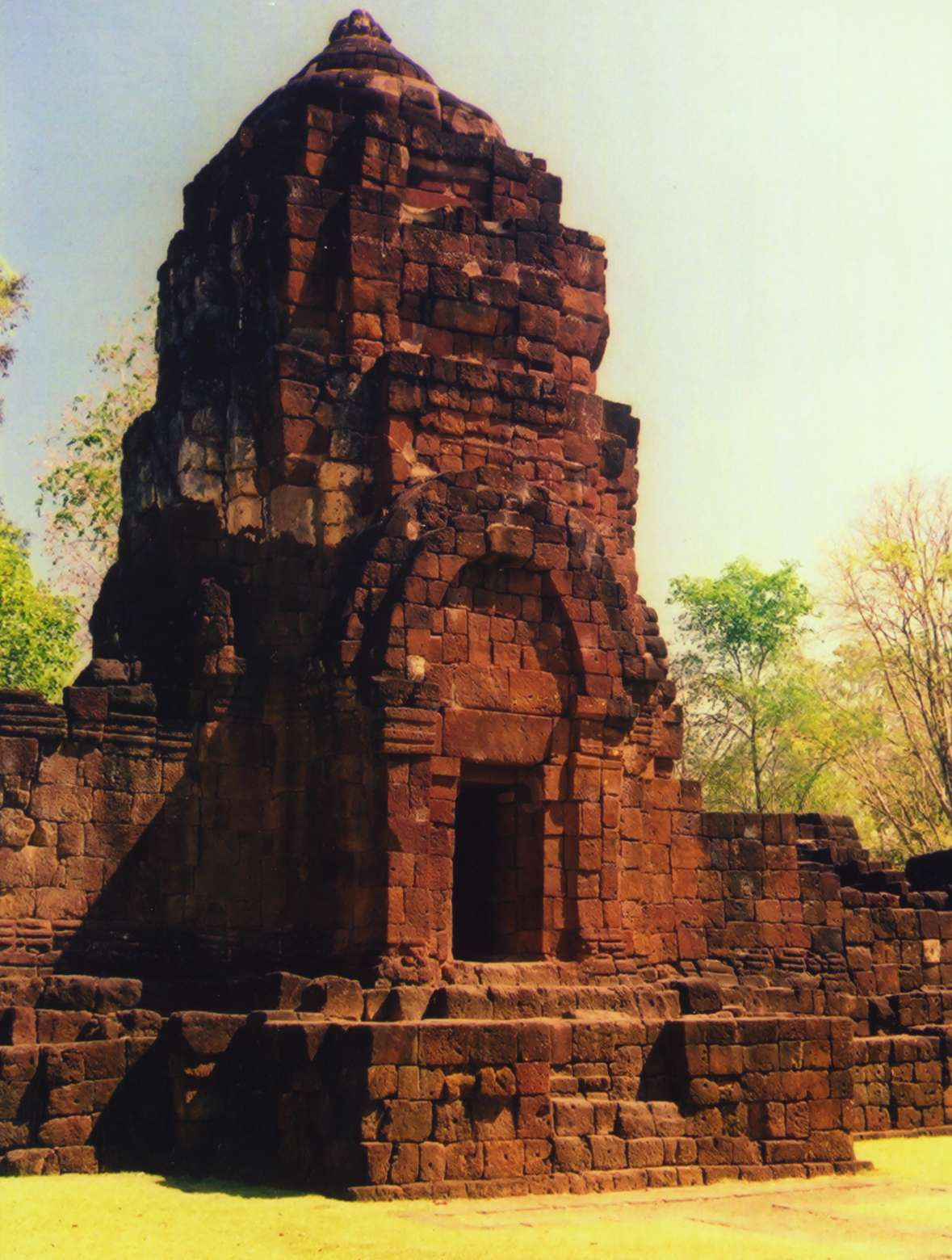
Prasat Mueang Sing

## Archäologie
- Sai Yok – archäologischer Fundplatz

## Sehenswürdigkeiten
- Tal des Kwae-Noi-Flusses
- Prasat-Mueang-Sing-Geschichtspark (Mueang Sing Historical Park) – zeigt die am weitesten westlich gelegenen Khmer-Tempelruinen Thailands
- Wat Pa Luangta Bua (auch: Tiger Tempel) – bekannt durch verschiedene Fernsehproduktionen

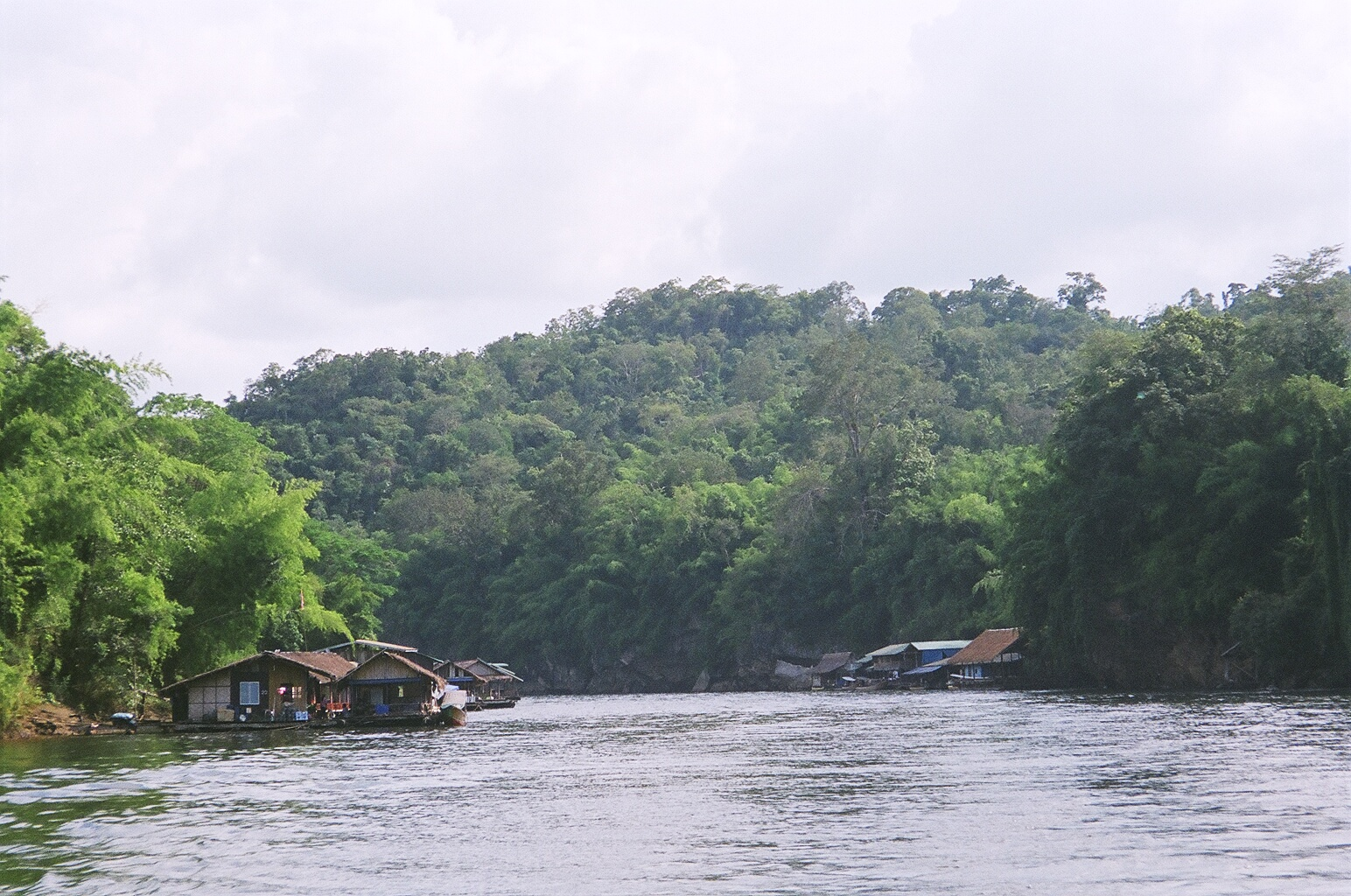
Der Kwae Noi im Sai-Yok-Nationalpark

### Nationalparks
- Nationalpark Sai Yok – eröffnet am 27. Oktober 1980 mit einer Fläche von 500 km²; der berühmteste Punkt ist der Sai Yok-Wasserfall.

## Ausbildung
Im Amphoe Sai Yok befindet sich der Nebencampus Kanchanaburi der Mahidol-Universität.

## Verwaltung

### Provinzverwaltung
Der Landkreis Sai Yok ist in sieben Tambon („Unterbezirke“ oder „Gemeinden“) eingeteilt, die sich weiter in 57 Muban („Dörfer“) unterteilen.
| Nr. | Name         | Thai     | Muban | Einw.  |
| --- | ------------ | -------- | ----- | ------ |
| 01. | Lum Sum      | ลุ่มสุ่ม     | 11    | 09.450 |
| 02. | Tha Sao      | ท่าเสา    | 11    | 11.544 |
| 03. | Sing         | สิงห์      | 06    | 04.688 |
| 04. | Sai Yok      | ไทรโยค   | 08    | 08.104 |
| 05. | Wang Krachae | วังกระแจะ | 09    | 07.438 |
| 06. | Si Mongkhon  | ศรีมงคล   | 08    | 07.551 |
| 07. | Bongti       | บ้องตี้     | 04    | 04.158 |

### Lokalverwaltung
Es gibt drei Kommunen mit „Kleinstadt“-Status (Thesaban Tambon) im Landkreis:
- Sai Yok (Thai: เทศบาลตำบลไทรโยค) bestehend aus dem kompletten Tambon Sai Yok.
- Nam Tok Sai Yok Noi (Thai: เทศบาลตำบลน้ำตกไทรโยคน้อย) bestehend aus Teilen des Tambon Tha Sao.
- Wang Pho (Thai: เทศบาลตำบลวังโพธิ์) bestehend aus Teilen des Tambon Lum Sum.

Außerdem gibt es sechs „Tambon-Verwaltungsorganisationen“ (องค์การบริหารส่วนตำบล – Tambon Administrative Organizations, TAO)
- Lum Sum (Thai: องค์การบริหารส่วนตำบลลุ่มสุ่ม) bestehend aus Teilen des Tambon Lum Sum.
- Tha Sao (Thai: องค์การบริหารส่วนตำบลท่าเสา) bestehend aus Teilen des Tambon Tha Sao.
- Sing (Thai: องค์การบริหารส่วนตำบลสิงห์) bestehend aus dem kompletten Tambon Sing.
- Wang Krachae (Thai: องค์การบริหารส่วนตำบลวังกระแจะ) bestehend aus dem kompletten Tambon Wang Krachae.
- Si Mongkhon (Thai: องค์การบริหารส่วนตำบลศรีมงคล) bestehend aus dem kompletten Tambon Si Mongkhon.
- Bongti (Thai: องค์การบริหารส่วนตำบลบ้องตี้) bestehend aus dem kompletten Tambon Bongti.